# Hedana perspicax
Hedana perspicax là một loài nhện trong họ Thomisidae.
Loài này thuộc chi Hedana. Hedana perspicax được Tord Tamerlan Teodor Thorell miêu tả năm 1890.